# おばあさん細胞
おばあさん細胞（おばあさんさいぼう、英: Grandmother cell、またはgnostic neuron）とは、その人のおばあさん、より一般的に言えば、複合的な特定の概念や対象物を表現している仮想的な細胞である。おばあさん細胞は、その人が自身のおばあさんの姿を見たり、声を聞くなどして感覚的に識別する際に活動する。おばあさん細胞という用語はジェローム・レトビンによる造語である。

## 概要
おばあさん細胞仮説を支持する初期の研究として、サルの下側頭皮質にある、手と顔に選択的に発火する視覚ニューロンに関する研究がある。しかし、果物や性器などのサルにとって重要な他の視覚対象に対して選択的に発火する細胞は見つかっていない。このことは、バナナなどの他のカテゴリーを識別するよりも、顔を識別する方がサルにとってより重要であるためと考えられている。加えて、サルが識別しなくてはならない他の視覚刺激に比べ、顔は全体的な特徴と細部が顔同士でよく似ているためと考えられている。
おばあさん細胞仮説を支持する最近の研究として、下側頭皮質の細胞は任意の視覚対象に対して非常に選択的に反応するように訓練できるということを示した研究が存在する。この性質はおばあさん細胞に求められる条件に合致したものである。加えて、ヒトの海馬にある細胞が個人の顔を含む、認識のカテゴリーに対して非常に選択的に反応するといった証拠が見つかっている。
発見された顔選択的な細胞のほとんどは、向きや大きさ、色に関わらず個人の顔の選択的な認知を表現するというおばあさん細胞の非常に厳格な基準に実際に適合するものではない。最も選択的に顔に反応する細胞ですら、弱くではあるものの、大抵の場合は他の様々な個人の顔にも反応してしまう。加えて、顔選択的な細胞は多くの場合、顔のどのような側面に選択的に反応するのかについてバラツキが存在する。このことから、これらの細胞はある特定の顔を識別しているというよりは、分散した、大まかな顔のコーディングを行う細胞集団を形成していると考えられている。つまり特定のおばあさんは、おばあさん細胞やおばあさんっぽい人細胞の集団によって表現されていると考えられる。
2005年にカリフォルニア大学ロサンゼルス校とカリフォルニア工科大学での研究により、ビル・クリントンやジェニファー・アニストンといった特定の個人を表現する異なるおばあさん細胞が存在する証拠が見つかった。例えば、ハル・ベリーのニューロンは "ハル・ベリーの持つ概念 (抽象的実体 (abstract entity)) "に対して反応し、ハル・ベリーの写真だけではなく、"ハル・ベリー" という名前に対しても発火する。しかし、この研究ではその概念に反応するのが本当にその計測された細胞だけなのかや、 (呈示した他の女優の写真には反応しなかったものの) その細胞が反応するのは本当にその女優だけなのかといった疑問に答えることは出来ない。
おばあさん細胞仮説は完全に同意を得られた仮説ではない。この仮説に対立する立場として、特定の刺激は神経細胞集団の特定の活動パターンによってコードされているというニューラルネットワークの立場がある。

## 反論
おばあさん細胞仮説への反論として、以下のものがある。
1. 正面や横顔などの異なる角度の顔に反応するために、それぞれの顔に対して数千の神経細胞が必要であるとする説がある。
2. 網膜から脳の異なる視覚中枢へと視覚処理が進むにつれて、視覚像が特定のモジュールへ伝えられるというよりは、水平線や色、速度などの基本的な特徴に分けられ、比較的遠い距離にある様々なモジュールへと散らばっていくことがすでに分かっている。このようなすべての本質的に異なる特徴をいかにしてシームレスなものへと再統合するのかという問題は結びつけ問題 (binding problem) として知られている。